# Кожвинське міське поселення
Кожви́нське міське поселення (рос. Кожвинское городское поселение) — муніципальне утворення у складі Печорського району Республіки Комі, Росія. Адміністративний центр — селище міського типу Кожва.
2011 року до складу сільського поселення була включена територія ліквідованих Соколовського сільського поселення (село Соколово, присілки Піщанка, Родионово, Уляшево) та Із'яюського міського поселення (смт Із'яю, селище Набережний, присілок Усть-Кожва).

## Населення
Населення — 4624 особи (2017, 5345 у 2010, 6508 у 2002, 10251 у 1989).

## Склад
До складу поселення входять такі населені пункти:
| Населений пункт             | Населення, осіб (2002) | Населення, осіб (2002) | Населення, осіб (2010) |
| --------------------------- | ---------------------- | ---------------------- | ---------------------- |
| Із'яю, селище міського типу | 2636                   | 1716                   | 1323                   |
| Кожва, селище міського типу | 5754                   | 3549                   | 3047                   |
| Набережний, селище          | 887                    | 522                    | 403                    |
| Піщанка, присілок           | 101                    | 80                     | 55                     |
| Родионово, присілок         | 53                     | 4                      | 1                      |
| Соколово, село              | 539                    | 445                    | 374                    |
| Уляшево, присілок           | 34                     | 26                     | 17                     |
| Усть-Кожва, присілок        | 247                    | 166                    | 125                    |